# Alternative metal
Alternative metal là một nhánh của heavy metal đã chiếm được sự phổ biến trong những năm đầu 1990 bên cạnh và giao với nhạc grunge. Nó có đặc điểm được chú ý nhiều nhất, heavy riff, nhưng thường mang khía cạnh thử nghiệm, bao gồm lời không theo quy ước, những đoạn nhạc bỏ trống, nhiều syncopation hơn metal điển hình, kỹ thuật không thường dùng, một sự cản trở tiếp cân với nhạc heavy thông thường và một sự hợp nhất của một giới hạn rộng của những sự ảnh hưởng bên ngoài nhạc metal.